# Sílvia Alberto

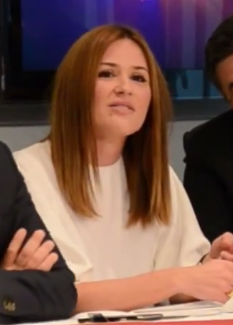
Sílvia Alberto, 2015

Sílvia Alberto (* 18. Mai 1981 in Lissabon) ist eine portugiesische Fernsehmoderatorin und Schauspielerin. Sie studierte Theater an der Escola Superior de Teatro e Cinema in Lissabon und arbeitet momentan für den portugiesischen Fernsehsender RTP.

## Karriere
Alberto begann ihre Karriere im Jahr 2000 als Gastgeberin des Clube Disney auf dem Sender RTP1. In den folgenden Jahren moderierte sie verschiedene Sendungen bei RTP und SIC, wo sie unter anderem die ersten beiden Staffeln der Castingshow Ídolos und die portugiesischen Golden Globes 2004 co-moderierte. Zudem war sie die Gastgeberin der Sendungen Dança Comigo, Operação Triunfo und der Talentshow Aqui há talento bei RTP.
Am bekanntesten ist Sílvia Alberto jedoch als Moderatorin von sieben Ausgaben des Festival da Canção, dem portugiesischen nationalen Vorentscheid für den Eurovision Song Contest.
Am 8. Januar 2018 wurde bekannt gegeben, dass sie zusammen mit Filomena Cautela, Daniela Ruah und Catarina Furtado den Eurovision Song Contest 2018 in Lissabon moderieren wird.

## Moderationen

### Rádio e Televisão de Portugal (RTP)
- 2000 – Clube Disney

- 2006 – Dança Comigo
- 2007 – Aqui Há Talento
- 2007/2008 – Operação Triunfo (3. Staffel)
- 2009 – Olha Quem Dança
- 2009 – Febre da Dança
- 2008 – Festival da Canção 2008
- 2009 – Festival da Canção – Melhor Canção de Sempre
- 2009 – Festival da Canção 2009
- 2010 – Super Miúdos
- 2010 – Festival da Canção 2010
- 2010/2011 – Operação Triunfo (4. Staffel)
- 2011 – MasterChef Portugal
- 2011 – Festival da Canção 2011
- 2012 – Top Chef
- 2012 – Festival da Canção 2012
- 2012/2013 – Não me Sai da Cabeça
- 2013 – Nada a Esconder
- 2013–2015 – Só Visto
- 2014 – Desafio Total
- 2014 – Festival da Canção 2014
- 2015 – heute – Sociedade Recreativa
- 2015–2016 – Treze
- 2017- heute – Os Extraordinários
- 2017 – Festival da Canção 2017, zusammen mit Catarina Furtado
- 2017 – Danças do Mundo
- 2017- heute – Got Talent Portugal

### European Broadcasting Union (EBU) / Rádio e Televisão de Portugal (RTP)
- 2018 – Eurovision Song Contest 2018

### Sociedade Independente de Comunicação (SIC)
- 2002 – Catarina.com
- 2003 – Flash
- 2003 – Campeões Nacionais
- 2003 – Mousse Caseira
- 2003 – Ídolos (1. Staffel), zusammen mit Pedro Granger
- 2004 – Ídolos (2. Staffel), zusammen mit Pedro Granger
- 2004 – Êxtase
- 2004/2005 – Globos de Ouro